# Junior Benítez
Oscar Junior Benítez (Monte Grande, Argentina, 14 de enero de 1993), más conocido como Junior Benítez, es exfutbolista argentino.Jugaba como extremo.
Actualmente se encuentra condenado y cumpliendo pena por violencia de género, siendo investigado por la muerte de su expareja Anabelia Ayala. 

## Trayectoria

### Lanús
En Lanús fue una de las principales promesas de la cantera, aunque nunca llegó a demostrar todo su potencial, comenzó su carrera como volante por derecha logrando debutar en primera a la edad de 19 años a fines de 2011. Llegó a jugar dos partidos con Schurrer en 2012 y luego alternó entre la Reserva y la Primera, hasta que Guillermo lo rescató. El Mellizo lo utilizó de volante por derecha y de extremo por las dos bandas, aunque le costó ser un indiscutido, con el correr del tiempo terminó desempeñándose como extremo.
Luego de jugar más de 20 partidos en el primer equipo, logró convertir su primer gol un jueves 28 de noviembre de 2013 justamente se lo hizo al club de sus amores Boca Juniors, ese día jugó de wing izquierdo y volvió loca a la defensa de Boca, entre ellos Marín, Erbes y Ribair, quienes le miraron el número toda la tarde, el partido terminó 2 a 2. Ese día fue uno de los más importantes para Junior en su carrera quien cuando terminó el partido fue tanta su emoción que no pudo enfrentar los micrófonos.
Días después de aquel partido con Boca, Lanús disputaba la final de vuelta de la Copa Sudamericana 2013 contra Ponte Preta, en el partido de ida en Brasil el marcador había terminado 1-1, Benítez entró como suplente jugando los últimos 3 minutos del partido. Pero en el partido de vuelta a causa de un desgarro que tuvo Lautaro Acosta quien formaba parte del equipo titular, Guillermo puso a Benítez en su lugar. Y como lo hizo contra Boca, volvió a comerse la cancha e inició la jugada del primer gol, el partido terminó 2 a 0 a favor de Lanús. Benítez teniendo un gran partido, consiguió su primer título y además internacional en su carrera.
Otras de las grandes actuaciones que tuvo Benítez fue en el año 2016, en la final del Campeonato de Primera División contra San Lorenzo, Benítez abrió el marcador a los 18 minutos del primer tiempo, luego convirtieron Miguel Almirón, José Sand y Lautaro Acosta, el partido terminó 4 a 0 con un San Lorenzo goleado. De esta manera Junior consiguió su segunda estrella con la camiseta de Lanús.

### SL Benfica
Luego de un gran Campeonato con Lanús, Oscar se ganó el interés de varios clubes, y finalmente fue transferido al club Benfica de Portugal quien se comprometió a pagar cerca de tres millones de dólares por su pase.
Nunca pudo adaptarse, y tras unos pocos amistosos sin debutar de manera oficial, pasó cedido al Sporting Braga.

### Sporting Braga
Tras las pocas oportunidades que tuvo en Benfica, se fue a préstamo al Sporting Clube de Braga en agosto de 2016.
Llegó a debutar en el club, pero solamente tuvo acción en 98 minutos, distribuidos en cinco encuentros.

### Boca Juniors
En los primeros días del mes de febrero, se hizo oficial la llegada de Oscar al club Xeneize por un año y medio con opción de compra, para jugar la segunda mitad del Campeonato de Primera División 2016-17.
Antes de que comience el Campeonato, Benítez tuvo la oportunidad de jugar 3 amistosos de pretemporada, el primero de ellos fue contra Aldosivi en Mar de Plata, entró en el segundo tiempo y una de las primeras pelotas que le llegó la metió, haciendo el único gol de Boca en su primer partido con la camiseta de sus amores, pero el gol no alcanzó el Xeneize cayó 3 a 1. Su segundo amistoso de verano fue contra Tigre a puertas cerradas, jugó de titular y volvió a convertir un gol a los 8 minutos del segundo tiempo, el partido terminó en empate 2 a 2. En su tercer amistoso contra Colón de Santa Fe, entró en el segundo tiempo a minutos de que termine el partido, tuvo una oportunidad de gol haciendo una linda jugada pero la desperdició, el partido terminó 2 a 1 a favor del club Xeneize, Junior terminó la pretemporada con 2 goles en 3 partidos amistosos.
Su debut oficial en Boca se dio el 11 de marzo en el primer partido de Boca de la segunda mitad del Campeonato contra Banfield, Junior empezó como suplente y luego entró en el segundo tiempo por Centurión, el partido terminó 2 a 0 a favor del equipo Xeneize.
Su primer gol oficial en Boca se dio el 19 de marzo en la fecha 16 del Campeonato jugando como titular en la Bombonera contra Talleres, el partido terminó 2 a 1 a favor del equipo cordobés, Junior jugó solo el primer tiempo al sufrir una lesión. Debido a las grandes actuaciones de Cristian Pavón y Maroni, y a la llegada de Reynoso, Espinoza y Abila, en el 2018 Benítez se dedica a jugar con la reserva.

### SL Benfica
En mayo de 2018 el jugador argentino vuelve al Benfica tras no renovar su préstamo en Club Atlético Boca Juniors.

### Argentinos Juniors
En agosto de 2018 el jugador acordó su llegada a Argentinos Juniors. Pese a las expectativas que generó su llegada, jamás pudo asentarse en el club de la paternal, jugando solo ocho partidos y mostrando un pobre rendimiento, siendo muy resistido por los hinchas debido a lo individualista e intermitente que se lo veía durante los encuentros.
Su paso estuvo plagado de polémicas extrafutbolísticas, como cuando se lo acusó de ser satánico, apegado a San La Muerte, y dividir al vestuario de argentinos por cuestiones religiosas, entre algunos otros rumores más fuertes como que ingresó con un arma al vestuario.
En diciembre de 2018 rescindió contrato con la institución. 

### Denuncias y condenas en la Justicia
Fue denunciado y condenado por violencia de género contra su expareja Anabelia Ayala. Fue condenado a seis meses de prisión en marzo del 2022 y volvió a ser arrestado en febrero de 2023. Estuvo con prisión domiciliaria. El 12 de enero de 2024 fue revocado su arresto domiciliario, por haberlo violado para contactar a su expareja, quien se suicidó once días antes.
Actualmente Benítez enfrenta otro juicio que espera sentencia por otra denuncia del padre de Anabella Ayala por violencia, amenazas y tenencia ilegal de armas. También en 2024 fue denunciado y actualmente es investigado por Instigación al Suicidio de Anabella Ayala. 
El 9 de abril de 2024 fue condenado a 5 años de prisión por violencia y amenazas con arma de fuego contra la familia de su expareja.

## Estadísticas

### Clubes
- Actualizado hasta el  20 de noviembre de 2021

| Club | Div.                | Temporada           | Liga  | Liga  | Liga   | Copas Nacionales(1) | Copas Nacionales(1) | Copas Nacionales(1) | Torneos Internacionales(2) | Torneos Internacionales(2) | Torneos Internacionales(2) | Otras Competencias(3) | Otras Competencias(3) | Otras Competencias(3) | Total | Total | Total  |
| Club | Div.                | Temporada           | Part. | Goles | Asist. | Part.               | Goles               | Asist.              | Part.                      | Goles                      | Asist.                     | Part.                 | Goles                 | Asist.                | Part. | Goles | Asist. |
| --- | ------------------- | ------------------- | ----- | ----- | ------ | ------------------- | ------------------- | ------------------- | -------------------------- | -------------------------- | -------------------------- | --------------------- | --------------------- | --------------------- | ----- | ----- | ------ |
| Lanús Argentina | 1.ª                 | 2011-12             | 2     | 0     | 0      | 0                   | 0                   | 0                   | -                          | -                          | -                          | -                     | -                     | -                     | 2     | 0     | 0      |
| Lanús Argentina | 1.ª                 | 2012-13             | 17    | 0     | 0      | 2                   | 0                   | 0                   | -                          | -                          | -                          | -                     | -                     | -                     | 19    | 0     | 0      |
| Lanús Argentina | 1.ª                 | 2013-14             | 20    | 3     | 2      | 1                   | 0                   | 0                   | 16                         | 2                          | 0                          | -                     | -                     | -                     | 37    | 5     | 2      |
| Lanús Argentina | 1.ª                 | 2014                | 13    | 0     | 2      | -                   | -                   | -                   | 1                          | 0                          | 0                          | -                     | -                     | -                     | 14    | 0     | 2      |
| Lanús Argentina | 1.ª                 | 2015                | 26    | 1     | 4      | 4                   | 0                   | 0                   | 7                          | 0                          | 1                          | 3                     | 0                     | 1                     | 40    | 1     | 6      |
| Lanús Argentina | 1.ª                 | 2016                | 14    | 1     | 0      | -                   | -                   | -                   | -                          | -                          | -                          | -                     | -                     | -                     | 14    | 1     | 0      |
| Lanús Argentina | Total club          | Total club          | 92    | 5     | 8      | 7                   | 0                   | 0                   | 24                         | 2                          | 1                          | 3                     | 0                     | 1                     | 126   | 7     | 10     |
| S. L. Benfica Portugal | 1.ª                 | 2016                | 0     | 0     | 0      | 0                   | 0                   | 0                   | 0                          | 0                          | 0                          | -                     | -                     | -                     | 0     | 0     | 0      |
| S. L. Benfica Portugal | Total club          | Total club          | 0     | 0     | 0      | 0                   | 0                   | 0                   | 0                          | 0                          | 0                          | -                     | -                     | -                     | 0     | 0     | 0      |
| Sporting Braga Portugal | 1.ª                 | 2016-17             | 2     | 0     | 0      | 2                   | 0                   | 0                   | 1                          | 0                          | 0                          | -                     | -                     | -                     | 5     | 0     | 0      |
| Sporting Braga Portugal | Total club          | Total club          | 2     | 0     | 0      | 2                   | 0                   | 0                   | 1                          | 0                          | 0                          | -                     | -                     | -                     | 5     | 0     | 0      |
| Boca Juniors Argentina | 1.ª                 | 2017                | 9     | 2     | 1      | 0                   | 0                   | 0                   | -                          | -                          | -                          | -                     | -                     | -                     | 9     | 2     | 1      |
| Boca Juniors Argentina | 1.ª                 | 2017-18             | 14    | 1     | 0      | 1                   | 0                   | 0                   | -                          | -                          | -                          | -                     | -                     | -                     | 15    | 1     | 0      |
| Boca Juniors Argentina | Total club          | Total club          | 23    | 3     | 1      | 1                   | 0                   | 0                   | -                          | -                          | -                          | -                     | -                     | -                     | 24    | 3     | 1      |
| Argentinos Juniors Argentina | 1.ª                 | 2018-19             | 8     | 0     | 0      | 1                   | 0                   | 0                   | -                          | -                          | -                          | -                     | -                     | -                     | 9     | 0     | 0      |
| Argentinos Juniors Argentina | Total club          | Total club          | 8     | 0     | 0      | 1                   | 0                   | 0                   | -                          | -                          | -                          | -                     | -                     | -                     | 9     | 0     | 0      |
| Atlético San Luis · México | 2.ª                 | 2018-19             | 6     | 0     | 0      | 4                   | 0                   | 0                   | -                          | -                          | -                          | -                     | -                     | -                     | 10    | 0     | 0      |
| Atlético San Luis · México | 1.ª                 | 2019-20             | 11    | 1     | 0      | 3                   | 0                   | 1                   | -                          | -                          | -                          | -                     | -                     | -                     | 14    | 1     | 1      |
| Atlético San Luis · México | Total club          | Total club          | 17    | 1     | 0      | 7                   | 0                   | 0                   | -                          | -                          | -                          | -                     | -                     | -                     | 24    | 1     | 1      |
| Delfín · Ecuador | 1.ª                 | 2020                | 19    | 1     | 3      | 0                   | 0                   | 0                   | 8                          | 0                          | 0                          | -                     | -                     | -                     | 27    | 1     | 3      |
| Delfín · Ecuador | Total club          | Total club          | 19    | 1     | 3      | 0                   | 0                   | 0                   | 8                          | 0                          | 0                          | -                     | -                     | -                     | 27    | 1     | 3      |
| Atlético Tucumán Argentina | 1.ª                 | 2021                | 15    | 1     | 0      | 9                   | 2                   | 1                   | 0                          | -                          | -                          | -                     | -                     | -                     | 24    | 3     | 1      |
| Atlético Tucumán Argentina | Total club          | Total club          | 15    | 1     | 0      | 9                   | 2                   | 1                   | 0                          | -                          | -                          | -                     | -                     | -                     | 24    | 3     | 1      |
| Total en su carrera | Total en su carrera | Total en su carrera | 173   | 11    | 9      | 23                  | 2                   | 1                   | 26                         | 2                          | 1                          | 4                     | 0                     | 1                     | 235   | 15    | 16     |
| (1) Incluye Copa Argentina, Copa de Portugal y Copa de la Liga de Portugal. (2) Incluye Copa Sudamericana, Copa Libertadores, Suruga Bank y Recopa Sudamericana. (4) Media de goles por encuentro. No incluye goles en partidos amistosos. |                     |                     |       |       |        |                     |                     |                     |                            |                            |                            |                       |                       |                       |       |       |        |

## Palmarés

### Campeonatos nacionales
| Título           | Equipo               | País      | Año     |
| ---------------- | -------------------- | --------- | ------- |
| Primera División | Lanús                | Argentina | 2016    |
| Primera División | Boca Juniors         | Argentina | 2017-18 |
| Ascenso MX       | Atlético de San Luis | México    | 2019    |

### Campeonatos internacionales
| Título            | Equipo | Sede            | Año  |
| ----------------- | ------ | --------------- | ---- |
| Copa Sudamericana | Lanús  | América del Sur | 2013 |

### Otros logros
| Título                                | Equipo    | País    | Año  |
| ------------------------------------- | --------- | ------- | ---- |
| Subcampeón de la Supercopa de Ecuador | Delfín SC | Ecuador | 2020 |